# Xtreme Fighting Championships
Die Xtreme Fighting Championships (XFC) ist eine der führenden Mixed Martial Arts Organisationen in den USA. Sie organisiert Stadion-Wettkämpfe und internationale Meisterschaften in den USA, unterhält Mixed-Martial-Arts-Kampfsportschulen und verkauft themenorientierte Merchandising-Artikel. Von Tampa in Florida aus vermarktet der Verband seine Wettkämpfe und TV-Rechte in mittlerweile zwölf Ländern. 2007 wurde die XFC von der Tampa Tribune für mehr als 11.000 verkaufte Tickets zu einem MMA Event ausgezeichnet. 2008 würdigte Yahoo Sports die XFC als “best gehütetes Geheimnis im Sport”. 
Die XFC ist im Vergleich zu anderen MMA Verbänden stärker basisorientiert. Über das Training in einer MMA Kampfsportschule, der Teilnahme an XFC Amateur Events bis zum Einstieg in das Profi-Level sollen auch bisher unentdeckte Talente gefördert werden. Aus diesem Grund besitzt und betreibt die XFC Trainingseinrichtungen für den Profi- als auch den Amateursportler.

## Aktuelle XFC Weltmeister
- Bantam Gewichtsklasse Champion: Jason Goodall
- Federgewichts Champion: Jarrod Card
- Leichtgewichtsklasse Champion: Nick Newell